# Conus exquisitus
Conus exquisitus é uma espécie de gastrópode do gênero Conus, pertencente a família Conidae.